# Thrinax excelsa
Thrinax excelsa (лат.) — пальма, вид рода Тринакс (Thrinax) семейства Пальмы, или Арековые (Arecaceae), эндемик Ямайки.

## Ботаническое описание

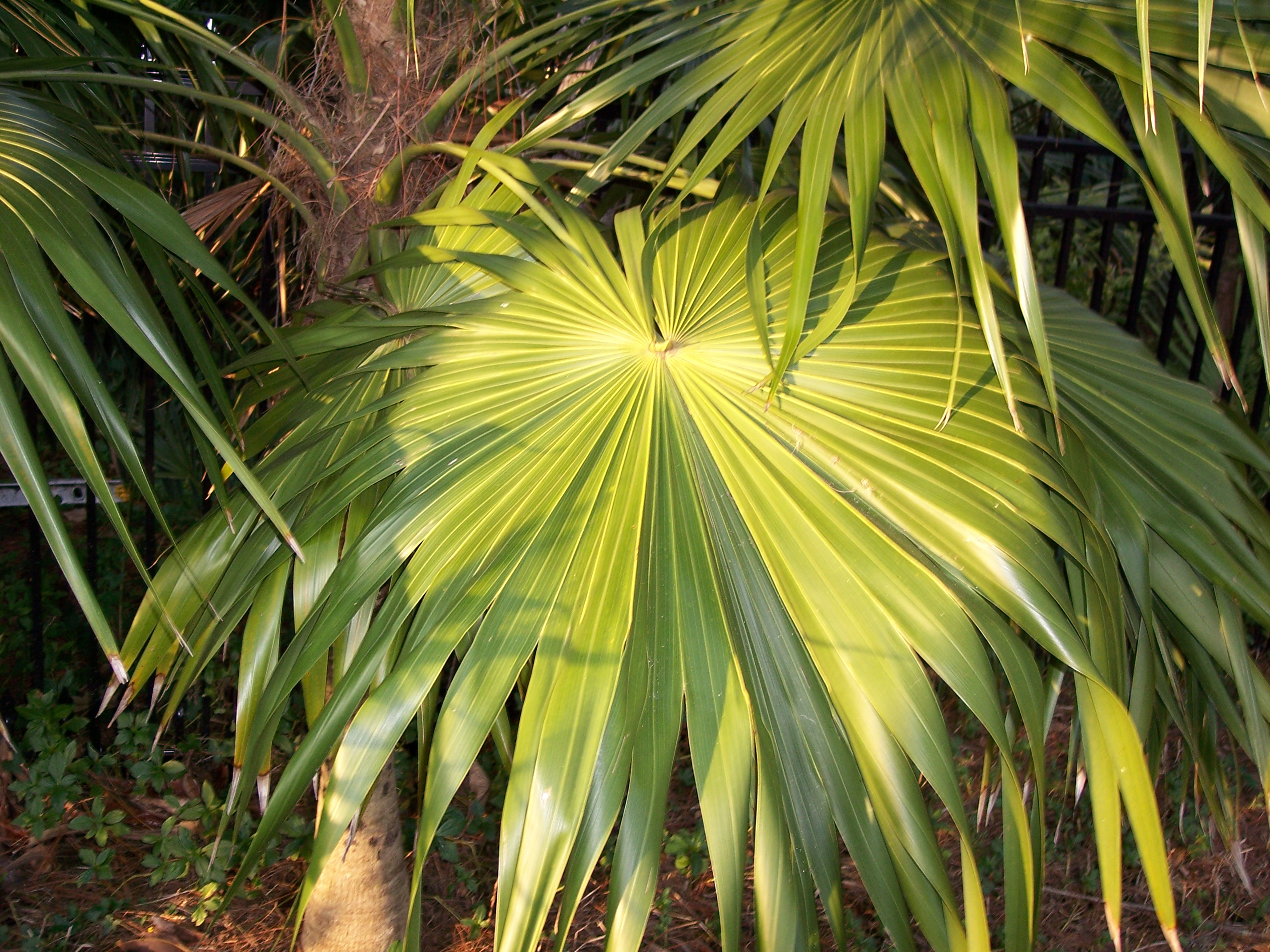
Лист пальмы T. excelsa

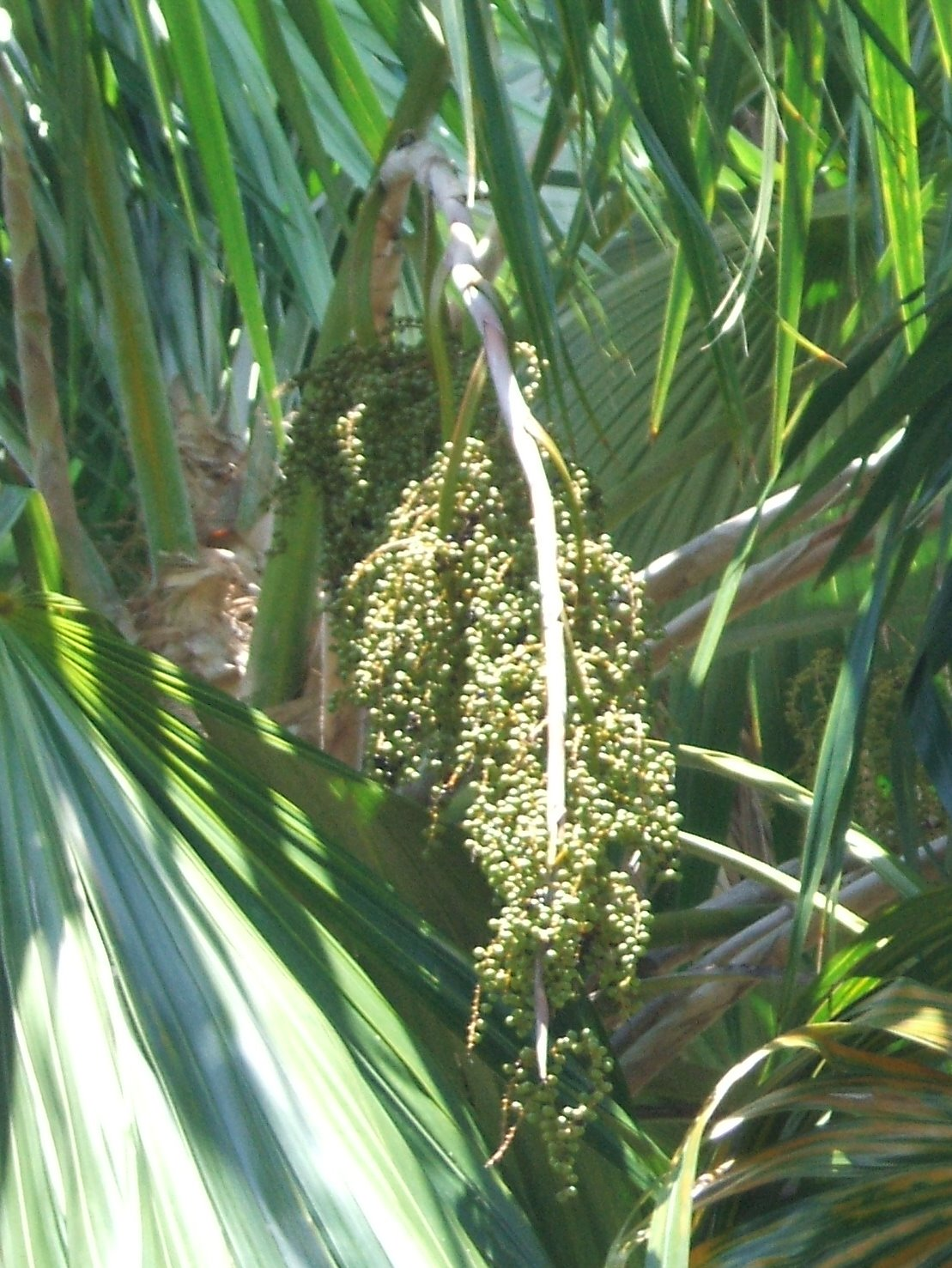
Незрелые плоды Thrinax excelsa

Thrinax excelsa — веерная пальма с одиночным стволом толщиной не 12,5—20 см и высотой 3—11 м. Растение имеет от 6 до 17 веерных листьев, каждый из которых состоит из 52—65 листовых пластинок. Соцветия дугообразные и не длиннее листьев. Цветки двуполые маленькие. Плоды мелкие, односемянные, шаровидные и белые после созревании.

## Ареал и местообитание
Thrinax parviflora встречается на горах Джона Кроу на востоке Ямайки в самых восточных округах страны Портленд и Сент-Томас, а также на Анкоммон-Хилл, который представляет собой обнажения известняка на нижних склонах гор Блу-Маунтинс. Является эндемиком Ямайки. Произрастает на высоте до 300—500 м над уровнем моря. Популяция этого вида была также недавно обнаружена на скалистом холме около устья реки Рио-Гранде.

## Экология
Экология Thrinax parviflora довольно необычна в том смысле, что местообитание вида ограничено наиболее засушливыми, дренированными и открытыми территориями в самой влажной части Ямайки. Горы Джона Кроу покрыты горным дождевым лесом на нижних склонах, где количество осадков может достигать 7 600 мм в год.
То, что растительность очень характерна для соответствующего субстрата, на котором она произрастает, и дренажем ясно видна на растительности в горах Джона Кроу. В окрестностях годы Винчестер в южной части хребта глубокая тяжёлая почва на нижних склонах поддерживает высокий лес с плотным навесом. При относительно низкой освещенности эпифиты встречаются редко, а подрост состоит в основном из молодняка, некоторых папоротников и нескольких травянистых растений. Выше на крутых склонах ниже пика хорошо дренированный субстрат состоит из смеси почвы, разлагающейся органики и рыхлой породы. Лес здесь более низкий и более открытый, с более мелкими, более тонкими деревьями, но также с редкими большими деревьями. Папоротники и травянистые растения здесь встречаются чаще при повышенной освещенности и обилии влаги.
На высотах от 300 до 760 м на склонах и грядах по всему хребту часто открываются основные породы, особенно вдоль водотоков. Именно в такой влажной среде открытые скалы обычно лишены растительности, кроме именно этой пальмы T. parviflora, которая доминирует в этих лесах почти на всех открытых твёрдых скалах. Гора Винчестер, расположенная в южной части гор Джона Кроу, получает меньше осадков, чем близлежащие районы. И именно на юго-восточной стороне этого пика преобладает пальмовый лес из T. parviflora на высотах 450—530 м над уровнем моря. В остальной части ареала гор Джон-Кроу лес значительно плотнее и более типичен для низкогорных дождевых лесов, в основном из-за большего количества осадков. На Анкоммон-Хилл в северо-восточных предгорьях гор Блу-Маунтинс и Джона Кроу, где количество осадков постоянно велико, T. parviflora встречается исключительно на скалистых обнажениях на более высоких возвышениях.